# Elaphidion linsleyi
Elaphidion linsleyi es una especie de escarabajo longicornio del género Elaphidion, categorizada en la tribu Elaphidiini, de la subfamilia Cerambycinae. Fue descrita por Knull en 1960.

## Descripción
Mide 13,8 mm de longitud.

## Distribución
Se distribuye por América del Norte: Estados Unidos.